# Louis Sankalé

Wappen von Louis Sankalé

Louis Albert Joseph Roger Sankalé (* 2. November 1946 in Ndar, Senegal) ist emeritierter Bischof von Nizza.

## Leben
Louis Sankalé wuchs in Dakar auf. Er studierte an der École des hautes études commerciales in Paris, an der er das Diplom der Betriebswirtschaftslehre erlangte, sowie Theologie an der Gregoriana und Islamwissenschaft am Päpstlichen Institut für Arabische und Islamische Studien in Rom. Am 18. September 1976 empfing er die Priesterweihe. 
Papst Johannes Paul II. ernannte ihn am 27. Juni 1998 zum Bischof von Cayenne. Der Erzbischof von Marseille, Bernard Panafieu, spendete ihm am 27. September desselben Jahres die Bischofsweihe; Mitkonsekratoren waren Maurice Marie-Sainte, Erzbischof von Fort-de-France und Saint Pierre, und Ernest Cabo, Bischof von Basse-Terre. Als Wahlspruch wählte er Et exaltavit humiles (deutsch „und erhöht die Niedrigen“), einen Satz aus dem Magnificat (Lk 1,52 ).
Am 18. Juni 2004 wurde er zum Koadjutorbischof von Nizza ernannt und am 5. September desselben Jahres in das Amt eingeführt. Nach der Emeritierung Jean Bonfils’ SMA folgte er ihm am 28. März 2005 als Bischof von Nizza nach.
Papst Franziskus nahm am 8. August 2013 sein Rücktrittsgesuch aus gesundheitlichen Gründen an.